# Hardcore Justice
Hardcore Justice foi um evento pay-per-view anual produzido pela Total Nonstop Action Wrestling. Teve sua primeira edição em 2005 no mês maio, a partir da segunda edição passou a ser realizado em agosto. Em 2010 foi renomeado de Hard Justice para Hardcore Justice. teve sua última edição em 2012.  Em 2013 o Hardcore Justice retornou como uma edição especial do Impact Wrestling.

## Edições
| #                           | Edição                             | Data                 | Cidade               | Arena                 | Evento principal                                                                                        | Ref.   |
| --------------------------- | ---------------------------------- | -------------------- | -------------------- | --------------------- | --- | ------ |
| 1                           | Hard Justice (2005)                | 15 de maio de 2005   | Orlando, Florida     | Impact! Zone          | Jeff Jarrett (c) vs. A.J. Styles pelo NWA World Heavyweight Championship.                               | [ 3 ]  |
| 2                           | Hard Justice (2006)                | 13 de agosto de 2006 | Orlando, Florida     | Impact! Zone          | Jeff Jarrett (c) vs. Sting pelo NWA World Heavyweight Championship.                                     | [ 4 ]  |
| 3                           | Hard Justice (2007)                | 12 de agosto de 2007 | Orlando, Florida     | Impact! Zone          | TNA e IWGP World Heavyweight Champion Kurt Angle vs. TNA X Division e World Tag Team Champion Samoa Joe | [ 5 ]  |
| 4                           | Hard Justice (2008)                | 10 de agosto de 2008 | Trenton, Nova Jersey | Sovereign Bank Arena  | Samoa Joe (c) vs. Booker T pelo TNA World Heavyweight Championship.                                     | [ 6 ]  |
| 5                           | Hard Justice (2009)                | 16 de agosto de 2009 | Orlando, Florida     | Impact! Zone          | Kurt Angle (c) vs. Sting vs. Matt Morgan pelo TNA World Heavyweight Championship.                       | [ 7 ]  |
| 6                           | Hardcore Justice (2010)            | 8 de agosto de 2010  | Orlando, Florida     | Impact! Zone          | Rob Van Dam vs. Sabu                                                                                    | [ 8 ]  |
| 7                           | Hardcore Justice (2011)            | 7 de agosto de 2011  | Orlando, Florida     | Impact Wrestling Zone | Sting (c) vs. Kurt Angle pelo TNA World Heavyweight Championship.                                       | [ 9 ]  |
| 8                           | Hardcore Justice (2012)            | 12 de agosto de 2012 | Orlando, Flórida     | Impact Wrestling Zone | Austin Aries (c) vs. Bobby Roode em uma last chance match pelo TNA World Heavyweight Championship.      | [ 10 ] |
| 9                           | Impact Wrestling: Hardcore Justice | 15 de agosto de 2013 | Norfolk, Virgínia    | Constant Center       | Chris Sabin (c) vs. Bully Ray em uma luta numa jaula de aço pelo TNA World Heavyweight Championship.    |        |
| (c) – Campeão antes da luta |                                    |                      |                      |                       | |        |

## 2005
Hard Justice (2005) foi um evento pay-per-view realizado pela Total Nonstop Action Wrestling, ocorreu no dia 15 de maio de 2005 no Impact! Zone em Orlando, Florida. Esta foi a primeira edição da cronologia do então Hard Justice. O evento foi em memória de Chris Candido.
| #                              | Resultados | Estipulação                                                                                   | Tempo |
| ------------------------------ | --- | --------------------------------------------------------------------------------------------- | ----- |
| Dark                           | Shark Boy derrotou David Young                                                                                | Singles match                                                                                 | 06:28 |
| 1                              | Team Canada (Petey Williams e Eric Young) (com Coach D'Amore) derrotaram Apolo e Sonny Siaki.                 | Tag team match                                                                                | 08:09 |
| 2                              | Michael Shane e Trinity derrotaram Chris Sabin e Traci                                                        | Mixed Tag Team match                                                                          | 10:17 |
| 3                              | Raven derrotou Sean Waltman                                                                                   | Clockwork Orange House of Fun match                                                           | 13:03 |
| 4                              | Monty Brown e The Outlaw derrotaram Diamond Dallas Page e Ron Killings                                        | Tag team match                                                                                | 08:56 |
| 5                              | The Naturals (Andy Douglas e Chase Stevens) (c) derrotaram America's Most Wanted (Chris Harris e James Storm) | Tag team match pelo NWA World Tag Team Championship                                           | 14:09 |
| 6                              | Christopher Daniels (c) derrotou Shocker                                                                      | Singles match pelo TNA X Division Championship                                                | 12:00 |
| 7                              | Abyss derrotou 20 lutadores.1                                                                                 | Gauntlet for the Gold para definir o desafiante nº um pelo NWA World Heavyweight Championship | 26:28 |
| 8                              | A.J. Styles derrotou Jeff Jarrett (c) (com Tito Ortiz como árbitro especial).                                 | Single match pelo NWA World Heavyweight Championship.                                         | 19:32 |
| (c) – Campeão(s) antes da luta | |                                                                                               |       |

1Outros participantes foram: Bobby Roode, Zach Gowen, Eric Young, Cassidy Riley, Elix Skipper, Shark Boy, A-1, Chris Sabin, Petey Williams, Sonny Siaki, Lance Hoyt, Michael Shane, Jerrelle Clarke, Mikey Batts, The Outlaw, Trytan, Ron Killings, Apolo e B.G. James.

## 2006
Hard Justice (2006) foi um evento pay-per-view realizado pela Total Nonstop Action Wrestling, ocorreu no dia 13 de agosto de 2006 no Impact! Zone em Orlando, Florida. Esta foi a segunda edição da cronologia do então Hard Justice.
| #                              | Resultados | Estipulação                                                                  | Tempo |
| ------------------------------ | --- | ---------------------------------------------------------------------------- | ----- |
| Dark                           | Ron Killings derrotou A-1.                                                                                       | Singles match                                                                | 03:09 |
| Dark                           | Sonjay Dutt e Cassidy Riley derrotaram Jimmy Jacobs e El Diablo                                                  | Tag team match                                                               | 03:08 |
| 1                              | Eric Young derrotou Johnny Devine                                                                                | Singles match                                                                | N/A   |
| 2                              | Chris Sabin derrotou Alex Shelley (com Kevin Nash e Johnny Devine).                                              | Singles match para definir desafiante nº um pelo TNA X Division Championship | 08:21 |
| 3                              | Abyss (com James Mitchell) derrotou Brother Runt                                                                 | Singles match                                                                | 06:17 |
| 4                              | Samoa Joe derrotou Rhino e Monty Brown                                                                           | Falls Count Anywhere 3-Way match                                             | 13:36 |
| 5                              | Gail Kim derrotou Sirelda                                                                                        | Single match                                                                 | N/A   |
| 6                              | Senshi (c) derrotou Petey Williams e Jay Lethal                                                                  | 3-Way match pelo TNA X Division Championship                                 | 10:34 |
| 7                              | A.J. Styles e Christopher Daniels (c) derrotaram The Latin American Exchange (Homicide e Hernandez) (com Konnan) | Tag team match pelo NWA World Tag Team Championship                          | 14:38 |
| 8                              | Jeff Jarrett (c) (com Scott Steiner) derrotou Sting (com Christian Cage)                                         | Singles match pelo NWA World Heavyweight Championship                        | 15:09 |
| (c) – Campeão(s) antes da luta | |                                                                              |       |

## 2007
Hard Justice (2007) foi um evento pay-per-view realizado pela Total Nonstop Action Wrestling, ocorreu no dia 12 de agosto de 2007 no Impact! Zone em Orlando, Florida. Esta foi a terceira edição da cronologia do então Hard Justice. Sua frase lema foi: "All or Nothing...".
| #                           | Resultados | Estipulação | Tempo |
| --------------------------- | --- | --- | ----- |
| 1                           | Jay Lethal e Sonjay Dutt derrotaram Triple X (Christopher Daniels e Senshi) (com Elix Skipper) e The Motor City Machine Guns (Chris Sabin e Alex Shelley) | Tag team match | 15:37 |
| 2                           | Kaz derrotou Raven (com Havok e Martyr) | Singles match | 05:35 |
| 3                           | James Storm (com Jackie Moore) derrotou Rhino | Bar Room Brawl | 12:50 |
| 4                           | The Latin American Exchange (Homicide e Hernandez) derrotaram The Voodoo Kin Mafia (B.G. James e Kip James) (com Roxy Laveaux)                            | Tag team match | 05:04 |
| 5                           | Bobby Roode (com Ms. Brooks) derrotou Eric Young | Singles match | 09:25 |
| 6                           | Chris Harris derrotou Black Reign por desqualificação. | Singles match | 04:40 |
| 7                           | The Steiner Brothers (Rick e Scott) derrotaram Team 3D (Brother Ray e Brother Devon)                                                                      | Tag team match | 11:01 |
| 8                           | Abyss, Andrew Martin e Sting derrotaram Christian's Coalition (Christian Cage, A.J. Styles e Tomko)                                                       | Doomsday Chamber of Blood match | 10:13 |
| 9                           | Kurt Angle derrotou Samoa Joe | Singles match pelos TNA World Heavyweight e IWGP Third Belt Championship de Kurt Angle e pelos TNA X Division e o TNA World Tag Team Championship de Samoa Joe. | 18:30 |
| (c) – Campeão antes da luta | | |       |

## 2008
Hard Justice (2008) foi um evento pay-per-view realizado pela Total Nonstop Action Wrestling, ocorreu no dia 10 de agosto de 2008 no Sovereign Bank Arena em Trenton, Nova Jersey. Esta foi a quarta edição da cronologia do então Hard Justice.
| #                              | Resultados | Estipulação                                                               | Tempo |
| ------------------------------ | --- | ------------------------------------------------------------------------- | ----- |
| 1                              | Petey Williams (c) derrotou Consequences Creed                                                                                                | Standard wrestling match pelo TNA X Division Championship                 | 12:30 |
| 2                              | Taylor Wilde, Gail Kim e O.D.B. derrotaram The Beautiful People (Angelina Love e Velvet Sky) e Awesome Kong (com Traci como árbitra especial) | Six Woman Tag Team match                                                  | 11:27 |
| 3                              | Beer Money, Inc. (Robert Roode e James Storm) derrotaram The Latin American Xchange (Homicide e Hernandez) (c)                                | Tag team match pelo TNA World Tag Team Championship                       | 14:15 |
| 4                              | Jay Lethal derrotou Sonjay Dutt | Black Tie Brawl and Chain match                                           | 11:14 |
| 5                              | Christian Cage e Rhino derrotaram Team 3D (Brother Ray e Brother Devon)                                                                       | Nova Jersey Street Fight                                                  | 15:22 |
| 6                              | A.J. Styles derrotou Kurt Angle | Last Man Standing match                                                   | 24:50 |
| 7                              | Samoa Joe (c) derrotou Booker T (com Sharmell)                                                                                                | Six Sides of Steel Weapons match pelo TNA World Heavyweight Championship. | 12:44 |
| (c) – Campeão(s) antes da luta | |                                                                           |       |